# 98. vestlige længdekreds
Den 98. vestlige længdekreds (eller 98 grader vestlig længde) er en længdekreds, der ligger 98 grader vest for nulmeridianen. Den løber gennem Ishavet, Nordamerika, Stillehavet, det Sydlige Ishav og Antarktis.